# داني سالازار
داني سالازار هو لاعب كرة قاعدة دومينيكاني، ولد في 11 يناير 1990 في سانتو دومينغو في جمهورية الدومينيكان.

## وصلات خارجية
- داني سالازار على موقع دوري كرة القاعدة الرئيسي (الإنجليزية)
- داني سالازار على موقعبيزبول رفرنس.كوم (الدوري الرئيسي) (الإنجليزية)
- داني سالازار على موقعبيزبول رفرنس.كوم (الدوري الثانوي) (الإنجليزية)
- داني سالازار على موقع إي إس بي إن.كوم (أم.أل.بي) (الإنجليزية)
- داني سالازار على موقع مشجعي الرسوم البيانية (الإنجليزية)